# Jean Monteyne
Pour les articles homonymes, voir Monteyne.
Jean Monteyne, né le 30 juillet 1943 à Varsenare, est un coureur cycliste belge, professionnel de 1966 à 1969.

## Biographie
En 1966, il court pour l'Équipe cycliste Solo.

## Palmarès

### Palmarès amateur
- 1964
  - 2e de la Course des chats
  - 2e de Gand-Wevelgem espoirs
  - 3e du Zesbergenprijs Harelbeke
- 1965
  - 2e et 3e étapes des Sex-Dagars
  - 4e étape du Tour d'Autriche
  - 5e étape du Tour de la province de Namur
  - 2e du Tour de la province de Namur

### Palmarès professionnel
- 1966
  - Circuit du Tournaisis
- 1967
  - 6ea étape du Tour du Portugal :
  - 3e du Circuit de la région linière
- 1968
  - 3e de Roubaix-Cassel-Roubaix

## Résultats sur le Tour de France
4 participations
- 1966 : 67e au classement général
- 1967 : 53e au classement général
- 1968 : 47e au classement général
- 1969 : abandon à la 2e étape